# Boulel
Boulel est un village du département et la commune rurale de Botou, situé dans la province de la Tapoa et la région de l’Est au Burkina Faso.

## Géographie

### Situation et environnement
Boulel est localisée à la frontière avec le Niger et à 6 km au nord-est de Botou, le chef-lieu du département.

### Démographie
- En 2006, le village comptait 1 784 habitants recensés[1].

## Transports
C'est la dernière ville burkinabè située sur la route départementale 7 avant la frontière entre le Burkina Faso et le Niger.

## Santé et éducation
Le centre de soins le plus proche de Boulel est le centre de santé et de promotion sociale (CSPS) de Botou.